# Carallia calophylloidea
Carallia calophylloidea är en tvåhjärtbladig växtart som beskrevs av Ding Hou. Carallia calophylloidea ingår i släktet Carallia, och familjen Rhizophoraceae. Inga underarter finns listade i Catalogue of Life.